# ركبة الجاثي الجنوبية

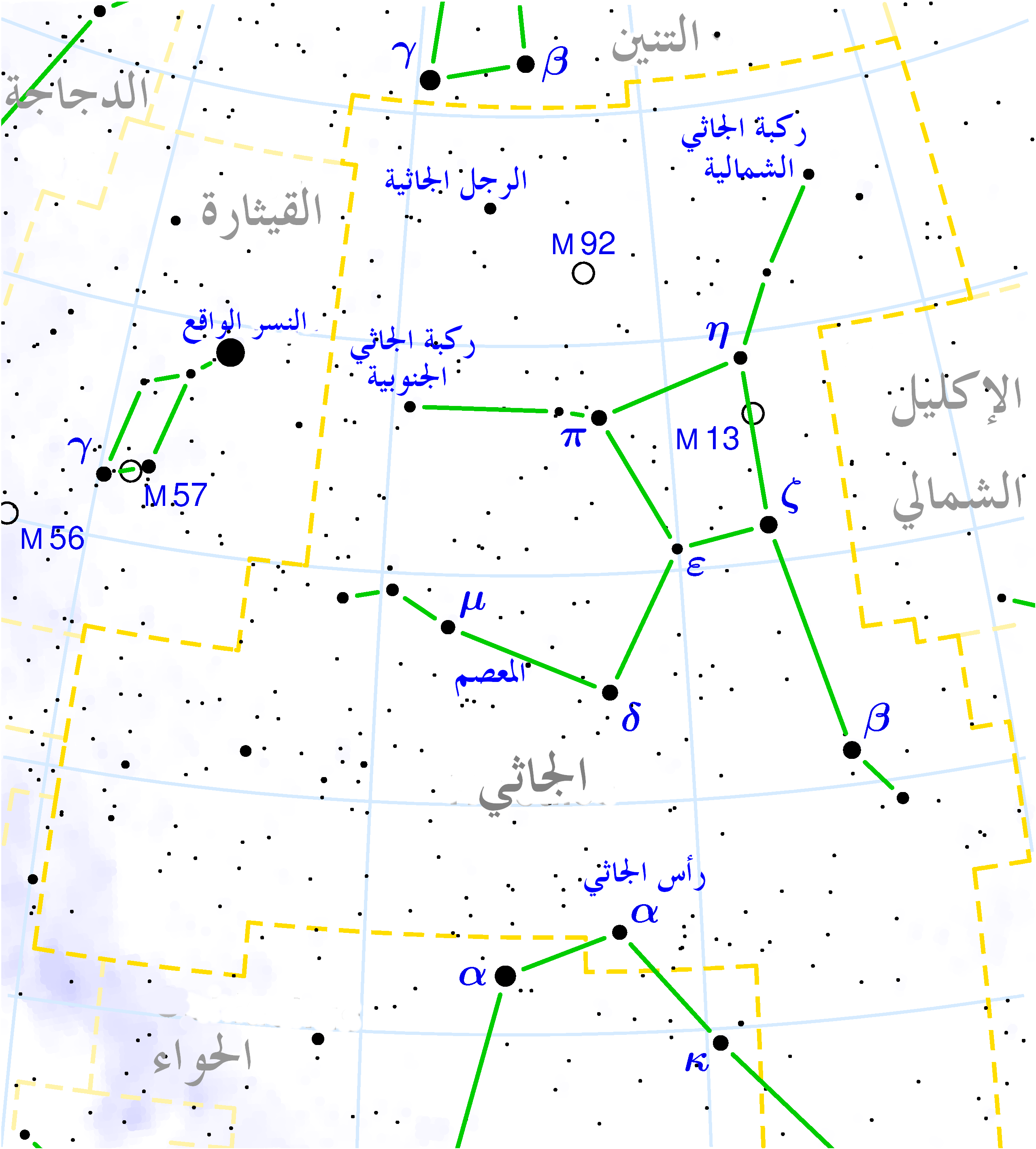
كوكبة الجاثي، حيث يظهر نجم ركبة الجاثي الجنوبية

ركبة الجاثي الجنوبية (بالإنجليزية: Rukbalgethi Genubi أو Theta Herculis)‏ نجم تابع لكوكبة الجاثي، يبعد 669 سنة ضوئية عن الأرض. يعدّه الفلكيون نجمًا عملاقًا برتقاليًا.